# Stazione di Cavalleggeri Aosta
Stazione di Cavalleggeri Aosta vasútállomás Olaszországban, Nápoly településen.

## Vasútvonalak
Az állomást az alábbi vasútvonalak érintik:
- Villa Literno-Nápoly-vasútvonal

## Kapcsolódó állomások
A vasútállomáshoz az alábbi állomások vannak a legközelebb:
- Stazione di Napoli Campi Flegrei (Stazione di Napoli San Giovanni-Barra, Line 2)
- Stazione di Bagnoli-Agnano Terme (Stazione di Pozzuoli Solfatara, Line 2)